# Kiosk multimedialny
Kiosk multimedialny – urządzenie elektroniczne przypominające bankomat służące do wykonywania różnego typu operacji i prezentowania informacji. Nazywany inaczej kioskiem interaktywnym lub infokioskiem.
Kioski multimedialne to zazwyczaj samoobsługowe urządzenia użyteczności publicznej, które specjalizują się w wykonywaniu określonej operacji lub zadań. Kioski mogą być ustawiane we wnętrzach, a także na zewnątrz – outdoorowe.

## Rodzaje kiosków multimedialnych
- infokioski – stawiane w miejscach publicznych i przeznaczone do wyszukiwania informacji (np. infokioski z planem centrum handlowego);
- kioski interaktywne do prezentacji oferty i promocji;
- kioski interaktywne do zamawiania usług (np. rezerwacji pokoju w hotelu);
- kioski transakcyjne przeznaczone są np. do wykonywania transakcji płatniczych czy druków kart parkingowych[2].

## Elementy kiosku multimedialnego
W zależności od wykonywanej funkcji kioski multimedialne mogą być wyposażone w:
- dotykowy ekran;
- manipulatory kulkowe;
- skaner kodów kreskowych;
- czytnik kart (magnetycznych, chipowych, kart z nośnikiem pamięci);
- kamerę;
- WiFi;
- USB;
- wrzutnik monet;
- drukarkę termotransferową lub drukarkę termiczną.

## Zastosowanie
Kioski multimedialne wykorzystywane są najczęściej w miejscach publicznych jak centra handlowe, lotniska, urzędy miejskie, placówki pocztowe, restauracje czy hotele, dworce kolejowe czy oddziały bankowe. Mają również szerokie zastosowanie w biznesie. Mogą być wykorzystywane w przedsiębiorstwach np. jako wirtualna recepcja służąca do rejestracji i kontroli wejść na teren firmy pracowników i kontrahentów.